# Stazione di Isola della Scala
Stazione di Isola della Scala vasútállomás Olaszországban, Veneto régióban, Isola della Scala településen.

## Vasútvonalak
Az állomást az alábbi vasútvonalak érintik:
- Verona–Bologna-vasútvonal

## Kapcsolódó állomások
A vasútállomáshoz az alábbi állomások vannak a legközelebb: 
- Stazione di Nogara
- Stazione di Buttapietra
- Stazione di Bovolone
- Pellegrina railway station